# Hatzevá
Hatzevá (en hebreo: חצבה‎) es un moshav ubicado en el distrito Sur de Israel. Situado en el valle de Aravá, alrededor de 70 km al sureste de Beerseba, recae bajo la jurisdicción del concejo regional de Aravá Central. En 2023 tenía una población de 1218 habitantes.

## Historia

### Antigüedad
Hatzeva era un fuerte y caravasar establecido junto a Ein Hatzeva, con una de las pocas fuentes de agua en la región. Se identifica con el sitio bíblico Tamar (1 Reyes 9:17-18). Según la Biblia, era un fuerte de Judea, pero allí también se descubrieron ídolos edomitas, ahora en exhibición en el Museo de Israel. En el período nabateo, Hatzeva era un caravasar a lo largo del camino norte de la ruta del incienso. Más tarde se convirtió en un fuerte romano, parte de la zona de seguridad del sur romano (los 'Limes'). Se cree que Ma'aleh Akrabim (Paso de los Escorpiones) que conecta a Hazteva y Mamshit data de esa época. El sitio fue excavado en la década de 1980 y arrojó hallazgos en seis capas estratificadas.

### Estado de Israel
Hatzeva se fundó en 1965 como un asentamiento de Nahal cerca de la Ruta Arava y se convirtió en moshav en 1968. Recibió su nombre de la cercana fortaleza de Hatzeva. En 1971 su ubicación cambió ligeramente. Cerca de la vía de acceso al moshav se encuentra la escuela de campo Hatzeva (Gidron), ubicada donde estuvo el moshav hasta 1971. Hashomer Hachadash es un movimiento de base en Hatzeva establecido para ayudar a los agricultores y ganaderos israelíes a salvaguardar sus tierras.